# Аятський сільський округ
Ая́тський сільський округ (каз. Әйет ауылдық округі, рос. Аятский сельский округ) — адміністративна одиниця у складі Денисовського району Костанайської області Казахстану. Адміністративний центр — село Аятське.
Населення — 1167 осіб (2021; 2141 у 2009, 3086 у 1999, 3713 у 1989).
Станом на 1989 рік існували Аятська сільська рада (село Аксу, селища Аятський, Синєгорськ, Тастиколь) та Заятська сільська рада (селища Аксу, Заятський, Караоба). Село Аксу Заятського сільського округу було ліквідовано 2011 року, села Синєгорськ та Тастиколь — 2013 року, села Аксу Аятського сільського округу та Караоба — 2019 року. Тоді ж Зааятський сільський округ було перетворено в сільську адміністрацію і одразу приєднано до складу Аятського сільського округу.

## Склад
До складу адміністрації входять такі населені пункти:
| Населений пункт    | Старі назви      | Населення, осіб (1989) | Населення, осіб (1999) | Населення, осіб (2009) | Населення, осіб (2021) |
| ------------------ | ---------------- | ---------------------- | ---------------------- | ---------------------- | ---------------------- |
| Аксу, село         | (Зааятська с.а.) | 102                    | 80                     | 2                      | -                      |
| Аятське, село      | Аятський         | 1099                   | 945                    | 908                    | 725                    |
| --Аксу, село       | (Аятський с.о.)  | 333                    | 270                    | 149                    | 2                      |
| --Синєгорськ, село | -                | 520                    | 324                    | 91                     | 1                      |
| Зааятське, село    | Заятський        | 970                    | 877                    | 766                    | 438                    |
| --Караоба, село    | -                | 298                    | 227                    | 160                    | 1                      |
| Тастиколь, село    | -                | 391                    | 363                    | 65                     | -                      |